# Браунинг, Тод
Ча́рлз А́лберт Бра́унинг-мла́дший (англ. Charles Albert Browning, Jr.), более известный как Тод Браунинг англ. Tod Browning; 12 июля 1880 — 5 октября 1962) — американский кинорежиссёр, актёр и сценарист, один из основоположников жанра фильмов ужасов.

## Биография
Чарлз Алберт Браунинг-младший родился 12 июля 1880 года в Луисвилле, штат Кентукки, в семье мастера-столяра и машиниста Чарльза Альберта Броунинга-старшего. Его родной дядя Луис Роджес "Пит" Броунинг был известным бейсболистом. С детства увлекался самодеятельным театром. В возрасте 16 лет сбежал из дома с бродячим цирком и взял псевдоним «Тод Браунинг». Работал зазывалой, клоуном, исполнял номер «живой труп» (его закапывали в землю в гробу на двое суток). Затем несколько лет выступал в варьете как актёр, фокусник и танцор, впоследствии — как режиссёр. В этом качестве он познакомится в 1909 году с Д. У. Гриффитом и начал играть небольшие роли в короткометражных кинокомедиях студии Biograph.
В 1913 году Браунинг вслед за Гриффитом переехал в Калифорнию и продолжал играть роли второго плана в фильмах студии Reliance-Majestic, в том числе вора-водителя в «Нетерпимости» (1916). В 1915 году начал работать также как постановщик короткометражных фильмов, однако вскоре начал пить, в июне 1915 года попал из-за этого в тяжёлую автомобильную аварию и смог вернуться к работе режиссёра только в 1917 году.
Первым полнометражным фильмом Браунинга стал «Джим Бладсо» (1917), тепло принятая публикой история о самоотверженном капитане парохода, который погиб, спасая пассажиров. Затем последовали несколько более-менее успешных постановок для студии Metro. В 1918 году стал сотрудничать со студией «Universal», где познакомился с продюсером Ирвингом Тальбергом, который предложил ему поработать с актёром Лоном Чейни. Первым их совместным фильмом стала мелодрама «Испорченная милашка» (1919), в которой Чейни играл вора, вовлёкшего девушку из трущоб в преступление.
Карьера Браунинга идёт на подъём, однако после смерти отца он снова начинает пить и теряет работу в Universal. Вылечившись от алкоголизма, Браунинг возвращается к режиссуре и ставит несколько фильмов для студии «Metro-Goldwyn-Mayer». В 1925 году он восстанавливает контакты с «Universal» и делает чрезвычайно успешный фильм «Несвятая троица» (1925) с Лоном Чейни. Их сотрудничество продолжается и в дальнейшем в фильмах «Дрозд» (1926), «Дорога на Мандалай» (1926), «Неизвестный» (1927), «К западу от Занзибара» (1928) и других. В фильме Браунинга «Лондон после полуночи» (1927) Чейни играл фальшивого вампира, что навело их на мысль поставить экранизацию романа Брэма Стокера «Дракула». В 1929 году Браунинг начинает ставить звуковые фильмы, первым из которых становится «Тринадцатый стул» (1929).
Чейни готовился к съёмкам в заглавной роли в «Дракуле», однако в 1930 году скончался. Постановка фильма была поручена студией Браунингу, и он (под давлением продюсеров) пригласил на главную роль Белу Лугоши, который уже играл Дракулу в театральной постановке. Фильм, вышедший на экран в феврале 1931 года, пользовался грандиозным успехом у зрителей, выдержав несколько повторных релизов. Его успех не только позволил сделать впоследствии несколько тематических продолжений, но и открыл дорогу целой волне фантастических фильмов ужасов.
После постановки «боксёрской» спортивной драмы «Железный человек» (1931), Браунинг начинает работать над «Уродцами» (1932) — фильмом, который считается его главным художественным достижением и величайшим коммерческим провалом. Это была мелодрама из жизни цирковой труппы, в которой разнообразные уродцы выступают вместе с «нормальными» актёрами. Красавица-гимнастка влюбляет в себя карлика, который унаследовал крупное состояние. После свадьбы она пытается его отравить. Однако уродцы раскрывают её замысел и жестоко мстят. Фильм, в котором снималась самая впечатляющая группа актёров с физическими отклонениями за всю историю кинематографа, нёс гуманистический и нравственный заряд высочайшего накала, но публика оказалась не готова к предложенному Браунингом уровню откровенности. Никакие сокращения не могли спасти фильм от провала в прокате и он на три десятилетия оказался похоронен в студийном архиве.
После «Уродцев» Браунинг сумел поставить лишь несколько фильмов, среди которых следует упомянуть мистические триллеры «Знак вампира» (1935), «Дьявольская кукла» (1936) и детектив «Чудеса на продажу» (1939), который стал его последней режиссёрской работой в кино. Впоследствии Браунинг занимался лишь написанием сценариев. В 1942 году он ушёл на покой, поселился в Малибу и жил настолько уединённо, что в 1944 году в печати даже появились сообщения о его кончине. Известно, что в 1950-х годах он перенёс операцию на языке по поводу рака горла, и после этого не показывался на глаза даже ближайшим родственникам, поскольку из-за операции он не мог говорить.
Тод Браунинг скончался 5 октября 1962 года.
По мнению критика Вивиан Собчак: «Браунинга иногда называли Эдгаром Алланом По в кино» [и] им очень восхищались сюрреалисты. Творения Браунинга, конечно, также были коммерческим кино. Фильмы предполагают человека с юмором и состраданием, который имел тёмное и меланхоличное очарование физическим уродством, экзотикой и экстраординарностью, и всё же наблюдал странности жизни с беспристрастной объективностью и некоторым удовольствием. Южанин, сбежавший с цирком, бывший артист водевиля и фокусник, путешествовавший по миру, прежде чем стать кинорежиссёром, [литературным] эстетом и любителем выпить, прежде всего рассказчиком, Браунинг был и поэтом, и прагматиком».

## Фильмография
- 1916 — Нетерпимость / Intolerance: Love’s Struggle Throughout the Ages (как актёр)
- 1917 — Джим Бладсо / Jim Bludso
- 1919 — Испорченная милашка / The Wicked Darling
- 1925 — Нечестивая троица / The Unholy Three
- 1926 — Дрозд / The Blackbird
- 1926 — Дорога на Мандалай / The Road to Mandalay
- 1927 — Неизвестный / The Unknown
- 1927 — Лондон после полуночи / London After Midnight
- 1929 — Тринадцатый стул / The Thirteenth Chair
- 1931 — Дракула / Dracula
- 1931 — Железный человек / The Iron Man
- 1932 — Уродцы / Freaks
- 1935 — Знак вампира / Mark of the Vampire
- 1936 — Дьявольская кукла / The Devil Doll
- 1939 — Чудеса на продажу / Miracles for Sale